# Strada statale 662 di Savigliano
La ex strada statale 662 di Savigliano (SS 662), ora strada provinciale 662 di Savigliano (SP 662), è una strada statale e provinciale italiana il cui percorso si snoda in Piemonte. Attualmente è classificata come strada provinciale nella provincia di Cuneo.

## Percorso
Inizia in località Roreto, nel comune di Cherasco, dalla strada statale 231 di Santa Vittoria, ed è una tipica strada di pianura ad alto scorrimento. Dopo alcuni chilometri interseca l'autostrada A6 e tocca il comune di Marene, che viene aggirato con una circonvallazione. Arriva quindi a Savigliano, dove anche qui il centro abitato viene tagliato da una circonvallazione; proseguendo su un percorso piano e molto scorrevole arriva infine a Saluzzo, dove si immette sulla ex strada statale 589 dei Laghi di Avigliana.

## Storia
Venne inserita nel piano generale delle strade aventi i requisiti di statale del 1959, in qualità di parte della strada di Crissolo. Con il decreto del Ministro dei lavori pubblici 2362 del 18 dicembre 1990 viene elevata a rango di statale, mutuando il percorso di parte della strada provinciale di Crissolo, con i seguenti capisaldi di itinerario: "Innesto strada statale n. 231 presso Roreto - Savigliano - innesto  strada statale n. 589 a Saluzzo".
In seguito al decreto legislativo n. 112 del 1998, dal 2001, la gestione è passata dall'ANAS alla Regione Piemonte che ha provveduto all'immediato trasferimento dell'infrastruttura alla Provincia di Cuneo.
Nel 2021 la gestione del tratto tra Saluzzo e Savigliano  è passata nuovamente ad ANAS.